# Apodemus avicennicus
Apodemus avicennicus is een knaagdier uit het geslacht der bosmuizen (Apodemus) die allen gevonden zijn in Fakhrabad in de Iraanse provincie Yazd. Waarschijnlijk heeft hij zich daar tijdens een periode met een natter klimaat gevestigd en is hij daar later geïsoleerd geraakt toen de woestijnen zich weer gingen uitbreiden. Deze soort is vernoemd naar de beroemde Perzische wetenschapper Avicenna (980-1037). Het is een van de endemische zoogdieren van Iran (andere zijn Calomyscus bailwardi, C. grandis, Microtus irani en M. qazvinensis).

## Kenmerken
De vacht is van boven grijsbruin en van onderen wit. Sommige exemplaren hebben een oranje vlek op de borst. De staart is meestal langer dan de kop-romp. De tanden zijn relatief klein. De structuur van delen van de schedel verschilt van die van andere bosmuizen. Het karyotype bedraagt 2n=48, FNa=46.